# Futuremark
Futuremark Corporation (далее — Futuremark; от англ. future — рус. будущее и англ. mark — рус. метка) — дочернее предприятие компании Underwriters Laboratories, финский разработчик программного обеспечения, который производит компьютерные бенчмарки для домашних пользователей и фирм. Штаб компании и отдел Research&Development расположены в Эспоо, Финляндия. Futuremark также имеет дочерную компанию Futuremark Games Studio, которая занимается разработкой компьютерных игр на основе технологий Futuremark.
Futuremark являлась ведущим производителем компьютерных бенчмарков в мире. Её программное обеспечение используется более чем 250 компьютерными журналами и успешно используется компьютерными игроками; очки в 3DMark рассматриваются среди компьютерных игроков как показатель производительности компьютера.
Сегодня компания является торговым посредником инструментов консорциума BAPCo, развиваясь и продавая свою собственную продукцию в отрасли бенчмарков; серия 3DMark являлась и является самым популярным бенчмарком в настоящее время.
Множество продуктов и новостей о Futuremark расположены в интернете; в дополнение к вышеупомянутому компания также оказывает интернет услуги, такие как IHV/ISV бенчмарки, трехмерные демо-ролики, с таким же успехом как другие интернет службы.

## История
Компания Futuremark Corporation была основана в 1997 году. Через два года после основания её название было изменено на MadOnion.com, под которым компания работала до 2002 года, после чего ей было возвращено оригинальное имя.
В марте 2007 года компания запустила англоязычный веб-сайт YouGamers, специализирующийся на обзорах игр для платформы PC. Futuremark также активно проводила действия по поддержке своего сайта (включая автоматически установленную доску объявлений, и рекламные объявления о выходе компьютерных игр) в 2007 году на Game Developers Conference в Сан-Франциско. Кроме типичных особенностей игровых сайтов обозревателей, YouGamers также оказывает сервис, названный Game-o-Meter; этот онлайн-сервис оценивает выбранную игру на востребованность к аппаратному обеспечению компьютера, а после этого сравнивает полученный результат из системными требованиями которые объявила компания разработчик выбранного продукта. Это позволяет пользователю судить, будет ли выбранная игра нормально и безошибочно работать на его персональном компьютере.
29 января 2008 года компания Futuremark объявила о создании дочерней компании Futuremark Games Studio, специализирующейся на разработке компьютерных игр После окончания формирования новой компании Futuremark Games Studio неофициально анонсировала свою первую коммерческую компьютерную игру с предварительным названием «Codename Pwnage». Позже на Games Convention 2008 название игры было изменено на «Shattered Horizon».

.
В ноябре 2014 года компания Underwriters Laboratories заявила о приобретении Futuremark, выделив её в отдельное автономное подразделение.

## Futuremark Games Studio

Официальный логотип Futuremark Games Studio

Futuremark Games Studio является дочерной компанией Futuremark, которая специализируется на разработке компьютерных игр. Студия была основана 29 января 2008 года.
Первой игрой Futuremark Games Studio является игра Shattered Horizon, которая была официально анонсирована на Games Convention 2008, 19 августа 2008 года.

27 мая 2010 года Futuremark Games Studio, на своём YouTube-канале опубликовала тизер-трейлер, в котором были показаны 3 новых игры, разрабатываемые компанией. Было объявлено, что эти игры будут разработаны для платформ PC, XBLA и iOS.

1 июня 2011 года Futuremark Games Studio анонсировала игру Hungribles в своём пресс-релизе. Вместе с анонсом были объявлены платформы, на которую разрабатывается эта игра iPhone и iPad. Также был опубликован тизер трейлер игры.
27 марта 2012 года финская компания Rovio приобрела студию Futuremark, занимавшуюся разработкой экшен-игр и стратегических игр. Девять сотрудников Futuremark перейдут на службу в Rovio.

## Продукция

### PC-бенчмарки
- 3DMark
- PCMark

### Бенчмарки для карманных компьютеров
- 3DMarkMobile
- VGMark
- SimulationMark
- SPMark

### Компьютерные игры
- Shattered Horizon
- Hungribles
- Unstoppable Gorg

### Другие продукты
- Peacekeeper, бенчмарк для браузеров
- Сайт YouGamers.com